# Merlin A/S
 Denne artikel omhandler Merlin A/S. Opslagsordet har også en anden betydning, se Merlin (flertydig).
Merlin A/S var en dansk butikskæde, der handlede med radio- og tv-udstyr. 
Butikskæden blev grundlagt i Odense i 1926 af Magnus Merlin. Merlin A/S forblev i familiens eje frem til 1990, hvor en kontrollerende aktiepost på 76 procent blev overtaget af FDB, der i 1992 erhverver de resterende 24 procent.
16. september 2005 blev kæden solgt til et islandsk konsortium bestående af bl.a. Baugur Group. I samme forbindelse solgte Merlin desuden Electronic World til konkurrenten Elgiganten.
27. oktober 2008 blev Merlin, i forbindelse med økonomiske problemer i moderselskabet, solgt til Elbodan der også ejer Expert og Punkt1. Planen var at videreføre kæden i nogle måneder, hvorefter butikkerne skulle skifte navn til Expert.
28. oktober 2008 blev der holdt ophørsudsalg, og butikkerne blev tømt på få timer.
6. maj 2009 genåbnede Merlin A/S med en ren e-handelsbutik.